# ジョフロワ・ド・ヴィルアルドゥアン
ジョフロワ・ド・ヴィルアルドゥアン（Geoffroi de Villehardouin, 1150年頃 - 1218年頃）は、中世フランスの政治家・歴史家。
フランス東部シャンパーニュ地方の中流貴族の家柄に生まれ、シャンパーニュ伯アンリ自由伯にマレシャル（家老職）として仕える。1190年にはアンリ自由伯の長男アンリ2世に従って、中東でアッコン攻囲戦の指揮を執っている。その忠節・政治感覚・武勇により、彼の個人的名声や権威は、家老職以上のものがあったといわれる。1201年、ヴェネツィアに使節として赴き第4回十字軍への援助を求め、自らも従軍し、コンスタンティノープル陥落に関わっている。彼の記録『コンスタンチノープル征服記』は、フランス語（古フランス語）の記録としては最古のものの一つで、13世紀の散文の大作『ランスロ』や『トリスタン』にその手法を伝え、年代記としての価値も高い。ただ、十字軍がイェルサレムに向かわずコンスタンティノープルを占領し、ラテン帝国を建てたことを擁護し、ギリシア人を非難する立場から書かれたものであり、歴史書としては注意が必要である。

## 日本語文献
- ジョフロワ・ド・ヴィルアルドゥワン、伊藤敏樹訳 『コンスタンチノープル征服記 第四回十字軍』
筑摩書房、1988年／講談社学術文庫、2003年
- ロベール＝ド＝クラリ、伊藤敏樹訳 『コンスタンチノープル遠征記 第四回十字軍』 筑摩書房、1995年
- ジョナサン・フィリップス 『第四の十字軍 コンスタンティノポリス略奪の真実』
野中邦子・中島由華訳、中央公論新社、2007年